# Рейн
Рейн, також Райн (нім. Rhein [ʁaɪn] ( прослухати); фр. Rhin [ʁɛ̃] ( прослухати); нід. Rijn [rɛin] ( прослухати); італ. Reno [ˈrɛːno]; лат. Rhenus [ˈr̥eːnʊs]) — велика міжнародна річка в Західній Європі довжиною 1233 км. Свій початок бере у Швейцарії, тече через Німеччину і Нідерланди та впадає до Північного моря. Площа басейну 185 тисяч км². Річка судноплавна на 952 км, до міста Базель і по Боденському озері. Загальна довжина водних шляхів у басейні Рейну близько 3000 км.
Буквальна назва річки перекладається як «Течія» (з кельтської).

## Історія
Починаючи з еоцену, альпійський орогенез привів до розвитку рифтової системи з півночі на південь. Основними елементами розлому є грабен Верхнього Рейну на південному заході Німеччини та сході Франції та Нижнього Рейну на північному заході Німеччини та південному сході Нідерландів. 
Близько 11000 років тому гирло Рейну розташовувалося в Дуврській протоці. У південній частині Північного моря залишалася суша, відома як Доггерленд, що сполучала материкову Європу з Великою Британією. У 7-му тисячолітті до н.е. цей останній вододіл був подоланий через надпотужний зсув Стурегга, що викликав мегацунамі в Норвезькому морі.
Верхній Рейн входив до ареалу гальштатської культури із VI в. до н.е., а в I в. до н.е. ареал латенської культури займав майже всю його довжину, утворюючи контактну зону з ясторфської культурою, місце ранніх кельтсько-німецьких культурних контактів.
Імператор Август наказав пасинку, римському генералу Друзу заснувати 50 військових таборів уздовж Рейну, розпочавши римсько-германські війни у 12 р. до н. е. У цей час рівнина Нижнього Рейну була територією убій. У 38 р. до н.е. було засноване перше міське поселення на території сучасного центру Кельна -- Оппідум Убіорум. Кельн був визнаний містом римлянами у 50 році нашої ери під назвою Colonia Claudia Ara Agrippinensium.
Ідея сполучення Дунаю з Рейном була висловлена у VIII столітті. У 793 році Карл Великий почав будівництво Фосса-Кароліна. Канал у його теперішньому вигляді будувався з 1960 по 25 вересня 1992 року. Кошторисна вартість будівництва — 2,3 млрд євро.

## Географія
У верхній течії належить до типу альпійських гірських річок. Має переважно снігове і льодовикове живлення, літній максимум і зимовий мінімум стоку; рясне сніготанення нерідко підсилюється зливовими опадами, що призводить до повеней.
Бере початок в Альпах, протікає через Боденське озеро, перетинає відроги Юри і Шварцвальду, після чого тече по Верхньорайнській рівнині. У середній течії проривається через Рейнські Сланцеві гори. Нижня течія — у межах Середньоєвропейської рівнини, де русло в багатьох місцях огороджено дамбами. Впадає в Північне море, утворюючи складну дельту.
У верхів'ях — весняно-літня повінь, у середній та нижній течії багатоводна протягом усього року. Середня витрата — 2500 м³/с, річний стік близько 79 км³.
Річка судноплавна на 952 км, до міста Базель і по Боденському озері. Загальна довжина водних шляхів у басейні Рейну близько 3000 км.
Рейн сполучений каналами з Роною, Марною, Везером, Ельбою (Канал Марна — Рейн, Канал Рона — Рейн, Канал Везель — Даттельн).
Острови на Рейні: Альтена.
Середня витрата води — 2500 м³/с, річний стік близько 79 км³.

#### Витоки
Рейн бере свою назву від місця злиття Ближнього (Переднього) та Дальнього (Заднього) Рейну в Таміні, кантон Ґраубюнден у східній частині Швейцарії. Басейн цих двох річок охоплює велику територію з розгалуженою гідрографічною системою від масиву Сен-Готтард на заході до Валь-ді-Лей в Італії на півдні та Давосу на сході. П'ятьма найбільшими річками тут є Ближній Райн (Фордеррайн) та Дальній Рейн (Гінтеррайн), а також Альбула, Ландвассер і Юлія.
Передній Рейн має витоки з декількох джерел на заході округу Сурсельва (Surselva) та прямує на схід. Одне з цих джерел, розташоване на висоті 2345 м над рівнем моря на озері Тома, з якого витікає Рейн-да-Тума, в цілому розглядається як витік Рейну. Проте найдальшим від гирла джерелом Рейну є Рейн-да-Медель. На більшій відстані від гирла ніж Рейн-да-Тума також знаходяться витоки Рейн-да-Майґелс (Rein da Maighels), Рейн-да-Курнера (Rein da Curnera) та Дішмабах (Dischmabach). Перші дві відносяться до сточища Переднього Рейну, остання до басейну Заднього Рейну (через Ландвассер та Альбулу). У своєму нижньому плині, Ближній Рейн протікає через ущелину Руїнолта (Ruinaulta).
Дальній Рейн є трохи коротшим, ніж Ближній. Він бере початок на схилах Райнвальдгорну в гірському хребті Адула (східна частина Лепонтинських Альп), недалеко від кордону кантонів Граубюнден та Тічино, тече спочатку на схід, а далі повертає на північ. Біля Сілла-ім-Домлешґа в Дальній Рейн впадає Альбула, до якої в свою чергу впадають Юлія та Ландвассер. Джерело Альбули розташоване біля Бергена, Юлії — вище Бівіо на перевалі Жульєр, Ландвассеру — в долині Давосу.
Початок найпівденнішої річки з басейну Рейну — Рено-ді-Лей — знаходиться в Італії на озері Лей.

#### Альпійський Райн

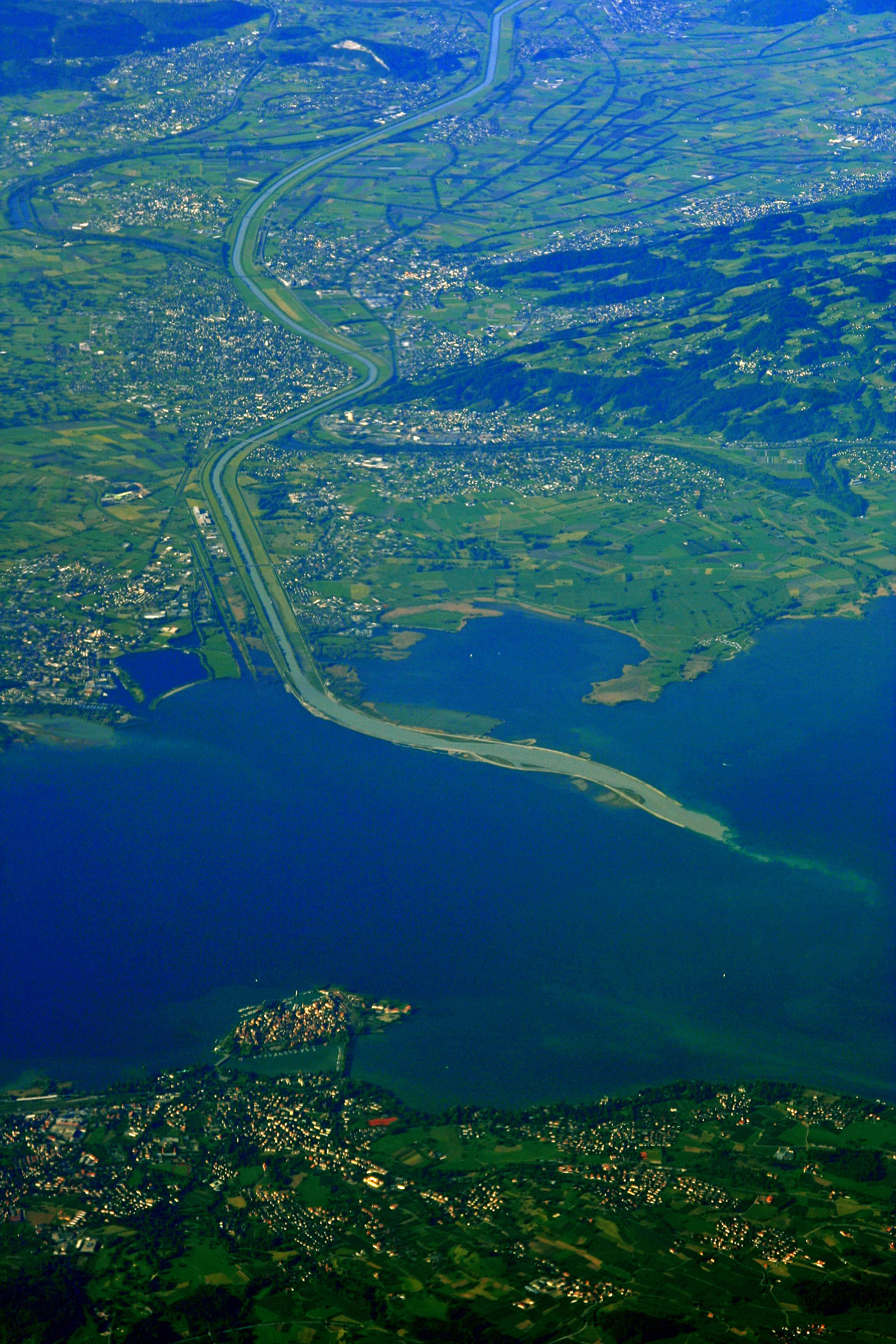
Дельта Альпійського Рейну на Боденському озері

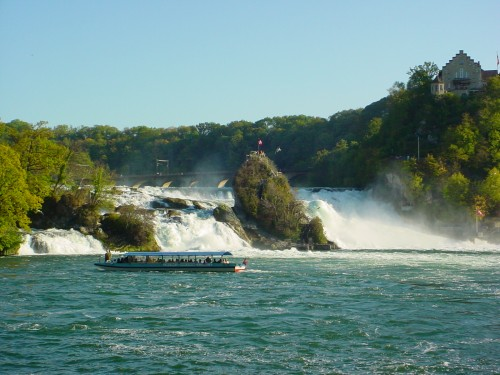
Рейнський водоспад у Швейцарії

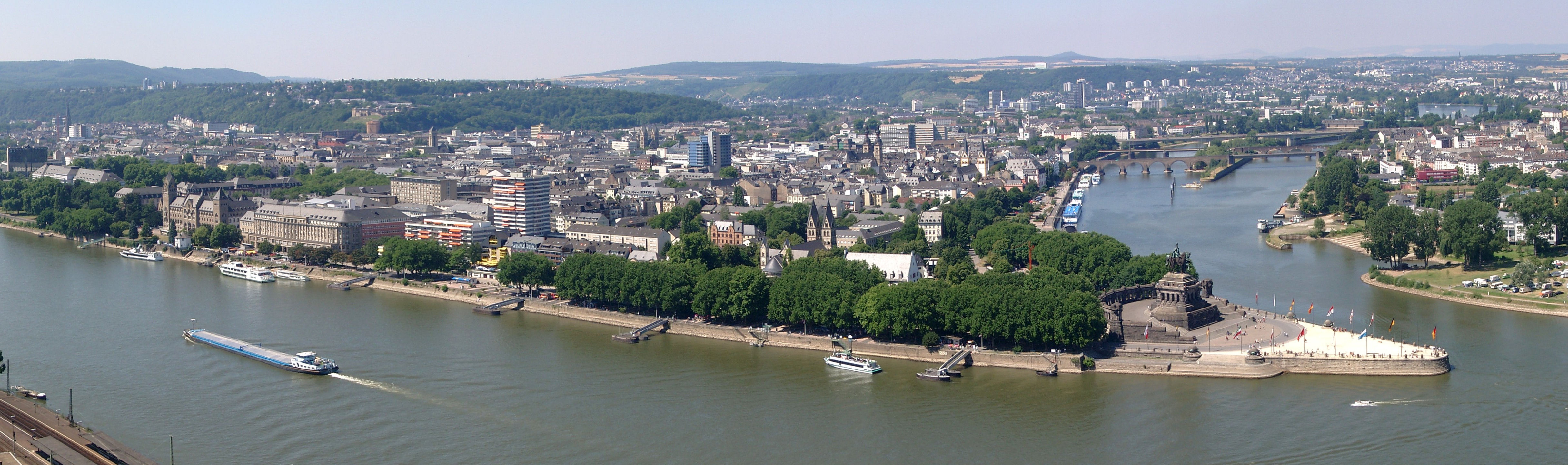
Злиття Рейну і Мозеля в німецькому місті Кобленц (Батько-Рейн і Мати-Мозель)

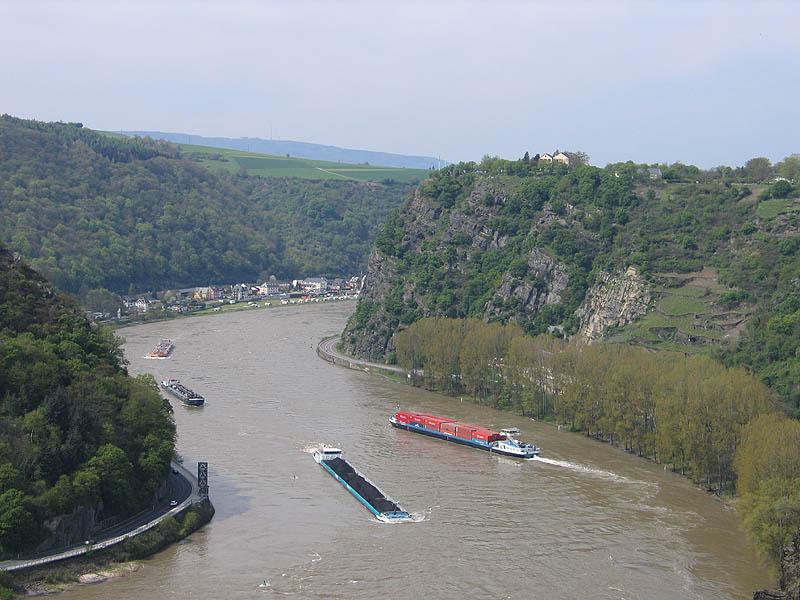
Вид на Лореляй — скелю, яка утворює найвужче і найнебезпечніше місце в нижній течії Рейну

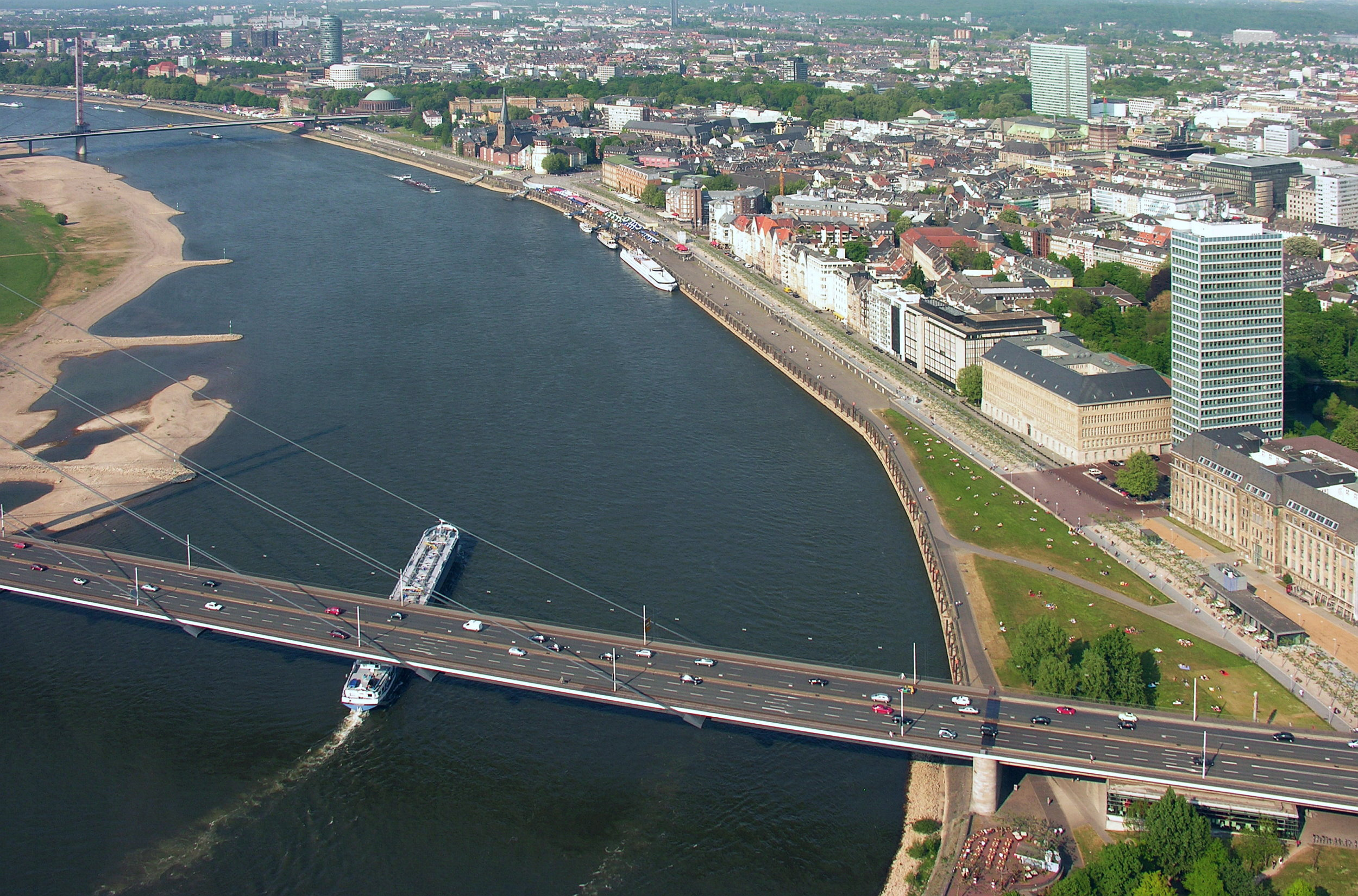
Низький рівень води в Дюссельдорфі

Ближній Рейн та Дальній Рейн зливаються у Швейцарській комуні Бонадуц (Bonaduz), формуючи Альпійський Рейн (Alpenrhein німецькою мовою). В Курі (Граубюнден), він різко повертає на північ. Між Бонадуцом і Боденським озером він долає 86 км і спускається з 599 м до 396 м. Тут він протікає по альпійській льодовиковій долині. Поблизу Заргансу, лінія вододілу між Рейном та Ааром знаходиться всього в декількох метрах над берегом Рейну. Після Заргансу Альпійський Рейн служить кордоном між Ліхтенштейном і Швейцарією, потім частиною кордону між Австрією та Швейцарією.
Рейн впадає в Боденське озеро, формуючи невелику внутрішню дельту. Ця дельта в багатьох місцях є природним та орнітологічним заповідником та охоплює австрійські населені пункти Ґайсау (Gaißau), Гьохст (Höchst) і Фусах (Fußach).

#### Боденське озеро
Альпійський Рейн впадає в Боденське озеро. Воно складається з двох окремих озер, Оберзее (Obersee, «Верхнє озеро»), більшого з двох, і Унтерзее (Untersee, «нижнє озеро»), з'єднаних між собою потоком завдовжки 4 км, який носить назву Зеерейн (Seerhein, «Озерний Рейн»).
Рейн витікає з нижнього озера поблизу Штайна-на-Рейні, на відстані близько шістдесяти кілометрів на захід від місця свого впадання в Боденське озеро.

#### Високий Рейн
Після Штайну-на-Рейні, на крайньому заході Боденського озера, починається Високий Рейн. Він тече на захід і спускається з 395 м до 252 м.
Після Шаффгаузена знаходиться Рейнський водоспад, середній потік якого становить 373 м³/с (700 м³/с влітку). Це другий в Європі, після Ісландського Деттіфоссу (Dettifoss), найпотужніший водоспад. Високий Рейн відзначений численними греблями, з кількома природними бистринами. У Кобленці, у Рейн впадає Ааре, який з 557 м³/с є потужнішим, ніж перший (439 м³/с), але коротшим.
Високий Рейн впродовж майже всієї своєї течії позначає кордон між Німеччиною та Швейцарією. Швейцарія виходить на північний берег в Штайні-на-Рейні в кантоні Шаффгаузен та поблизу Базеля.

#### Верхній Рейн
У центрі Базеля, першого великого міста на шляху річки, Рейн утворює вигин і прямує на північ. Міст, розташований посередині вигину, позначає межу між Високим Рейном і Верхнім Рейном. Він тече близько 300 км через Рейнський грабен та спускається з висоти 252 м до 75 м. Біля Страсбурґа він приймає Ілль, в Мангаймі — Некар та перед Майнцом — Майн.
Південна половина Верхнього Рейну утворює кордон між Німеччиною і Францією. Північна ж частина відділяє землі Рейнланд-Пфальц на заході від Баден-Вюртемберга і Гессена на сході країни.

#### Середній Рейн
Середній Рейн є цілком німецькою ділянкою річки, вгору за течією обмеженою Бінгеном, а вниз за течією — Бонном. Ця частина особливо славиться своєю ущелиною між Рюдесхаймом і Кобленцом (верхня частина середнього Рейну). Ця територія оберігається як частина всесвітньої спадщини ЮНЕСКО. Поблизу Санкт-Гоарсгаузена знаходиться скеля Лореляй, легендарної дівчини-русалки, яка надихала німецьких письменників-романтиків, таких як Генріх Гайне.

#### Нижній Рейн
У Бонні, де Зіґ впадає в Рейн, Рейн втікає на Північно-Німецьку низовину і переходить в Нижній Рейн. Нижній Рейн опускається з висоти 50 м до 12 м над рівнем моря. Основними притоками на цій ділянці є Рур та Ліппе. Так само, як і Верхній Рейн, Нижній Рейн утворював меандри, доки інженери не створили пряме русло.
Нижній Рейн тече через Північний Рейн-Вестфалію. Його береги, як правило, густонаселені та промислово розвинені, зокрема в агломераціях Кельна, Дюссельдорфа та Рурського регіону. Тут Рейн протікає через найбільшу за величиною агломерацію в Німеччині — Рейнсько-Рурський регіон. Найважливішим містом в цьому регіоні є Дуйсбурґ з найбільшим річковим портом у Європі (Дуйспорт, Duisport). Області, розташовані нижче за течією від Дуйсбурга, є більш сільськогосподарськими. У Весселі, за 30 км нижче за течією від Дуйсбурга, розташований західний кінець другого судноплавного шляху, що проходить зі сходу на захід, канал Везель-Даттельн, який проходить паралельно Ліппе. Між містами Еммеріх та Клевес, річку, що тут має ширину 400 м, перетинає Еммерихсько-Рейнський міст — найдовший підвісний міст у Німеччині.
Недалеко після Еммеріха, Рейн повертає на захід, та входить на територію Нідерландів. Тут він ділиться на три основних рукави: Іссель (Ijssel), що тече на північ, Лек (Lek) та Ваал (Waal), що течуть на захід.

#### Дельта
Дельта Рейна-Мааса, — найважливіша природна область Нідерландів, починається поблизу Міллінґен-аан-дер-Рейна (Millingen aan de Rijn), недалеко від голландсько-німецького кордону, з поділом Рейну на Вааль та Недеррейн. Оскільки Рейн є найповноводнішим, дельту іноді називають просто дельтою Рейну. Тим не менш, така назва використовується також для дельти річки, де Рейн впадає в Боденське озеро, тому зрозумілішим вважається називати дельту дельтою Рейна-Мааса, або навіть дельтою Рейна-Мааса-Шельди, оскільки Шельда закінчується в тій самій дельті.
Форма дельти Рейну визначається двома розгалуженнями: перше — в Міллінґен-аан-дер-Рейні, де Рейн розділяється на Ваал і Недеррейн, а друге — біля Арнема, де від Недеррейна відділяється Іссель. Це створює три основних потоки, два з яких досить часто змінюють назви. Найбільший і найпівденніший головний потік, що починається як Ваал, продовжується як Бовен Мерведе (Boven Merwedv, «Верхній Мерведе»), Бенеден Мерведе (Beneden Merwede, «Нижній Мерведе»), Ноорд (Noord River, «Північна річка»), Ньїве-Маас (Nieuwe Maas, «Новий Маас»), Гет Шойр (Het Scheur, «розрив») і Ніове Ватервеґ (Nieuwe Waterweg, «Новий Водний шлях»). Середній потік починається як Недеррейн, потім змінює назву на Лек (Lek), після чого приєднується до Ноорд, тим самим формуючи Ньїве-Маас. Північний потік тече під назвою Іссель, аж до впадіння в озеро Ейсселмер. Ще три потоки несуть значну кількість води: Ніове Мерведе (Nieuwe Merwede, «Новий Merwede»), який відгалужується від південного рукава, де він змінює назву з Бовен Мерведе на Бенеден Мерведе; Ауде-Маас («Старий Маас»), який відгалужується від південного рукава в місці, де вона змінює назву з Бенеден Мерведе на Ноорд; та Дортсе Кіль (Dordtse Kil), який відгалужується від Ауде-Маас.
До повені Св. Єлизавети (1421), Маас тік тільки на південь від лінії сьогоднішніх Мерведе-Старого Маасу до Північного моря і формував архіпелагоподібну дельту з Ваалом і Леком. Цю систему численних заток, гирлоподібних розширень річок, багатьох островів і берегової лінії, що постійно змінювалася, важко собі сьогодні уявити. З 1421 по 1904 р., Маас і Ваал об'єдналися вище за течією біля Ґорінхема (Gorinchem) і сформували Мерведе. З міркувань захисту від повеней, Маас був відділений від Ваал і відводиться в новому руслі, яке називається Берґсе Маас («Bergse Maas»), а пізніше Амер, а потім повертається у колишнє русло, формуючи Голладс Дьєп (Hollands Diep).
Північно-західну частину естуарію (поблизу Хук-ван-Голланд (Hook of Holland)), до сих пір називають Маасмонд (Maasmond, «Рот Мааса»), ігноруючи той факт, що в наш час[коли?] несе тільки воду з Рейну. Це могло б пояснити плутанину іменуванням різних рукавів.
Гідрографія нинішньої дельти характеризується основним рукавом дельти, відокремленими рукавами (Голландсе Іссель (Hollandse IJssel), Лінґе (Linge), Вехт (Vecht) і т. д.) і невеликих річок і струмків. Багато річок були закриті, і тепер служать дренажними каналами для численних польдерів. Будівництво проекту Дельта принципово змінило дельту в другій половині 20-го століття. В наш час[коли?] вода Рейну впадає у море, чи в колишні морські затоки тепер відділені від моря, в п'яти місцях, а саме в гирлах Ніове Мерведе (Nieuwe Merwede), Ньїве-Маас (Nieuwe Maas), Дортсе Кіль (Dordtse Kil), Спуї (Spui) та Іссель (IJssel).
Дельта Рейна-Мааса є припливною дельтою, яка формується не тільки річковими наносами, але і припливними течіями. Це означало, що високі припливи становили серйозний ризик, тому що сильні припливні течії могли затопити величезні площі землі. До будівництва проекту Дельта, вплив припливів був відчутним аж до Недеррейна, і навіть сьогодні, після регулятивної роботи Дельти, хвиля просувається далеко в глиб країни.

### Притоки
Притоки від витоку до гирла:
| Рейн-км | Права/Ліва | Притока               | Довжина у км | Басейн у км² | Витрата води у м³/с | Ділянка річки    |
| ------- | ---------- | --------------------- | ------------ | ------------ | ------------------- | ---------------- |
| *       |            | Зайн (Німеччина)      | 42,7         |              |                     |                  |
| *       | Права      | Ілль (Австрія)        | 72           |              |                     | Альпійський Рейн |
| *       | Права      | Брегенцер Ах          | 80           |              |                     | Верхнє озеро     |
| *       | Права      | Арген                 | 78           |              | 19,5                | Верхнє озеро     |
| *       | Права      | Шуссен                | 62           |              | 10,9                | Верхнє озеро     |
| 65,0    | Ліва       | Тур                   | 135          | 1698         | 47                  | Високий Рейн     |
| 100,17  | Права      | Вутах                 | 90           | 1123         | 16,2                | Високий Рейн     |
| 102,20  | Ліва       | Ааре                  | 291          | 17620        | 560                 | Високий Рейн     |
| 164,49  | Ліва       | Бірс                  | 73           | 922          | 15,4                | Високий Рейн     |
| 253,50  | Права      | Ельц                  | 90           | 1481         | 22,4                | Верхній Рейн     |
| 298,16  | Права      | Кінціґ                | 93           | 1406         | 28                  | Верхній Рейн     |
| 311,19  | Ліва       | Іль (Ельзас, Франція) | 217          | 4761         | 53,7                | Верхній Рейн     |
| 334,50  | Ліва       | Модер                 | 93           | 1720         | 16,6                | Верхній Рейн     |
| 343,95  | Ліва       | Зауер                 | 70           |              | 3,8                 | Верхній Рейн     |
| 344,45  | Права      | Мурґ                  | 79           | 617          | 18,4                | Верхній Рейн     |
| 370     | Права      | Пфінц                 | 60           |              | 2,1                 | Верхній Рейн     |
| 400,2   | Ліва       | Шпаєрбах              | 60           | 596          | 2,3                 | Верхній Рейн     |
| 428,2   | Права      | Неккар                | 367          | 14000        | 145                 | Верхній Рейн     |
| 496,6   | Права      | Майн                  | 524          | 27292        | 225                 | Верхній Рейн     |
| 518,7   | Ліва       | Зельц                 | 63           | 389          | 0,8                 | Верхній Рейн     |
| 529,1   | Ліва       | Нае                   | 116          | 4067         | 30,3                | Верхній Рейн     |
| 585,7   | Права      | Лан                   | 246          | 5924         | 54                  | Середній Рейн    |
| 592,3   | Ліва       | Мозель                | 544          | 28286        | 315                 | Середній Рейн    |
| 610,2   | Права      | Від                   | 102          | 771          | 12,1                | Середній Рейн    |
| 629,4   | Ліва       | Ар                    | 89           | 900          | 8,9                 | Середній Рейн    |
| 659,35  | Права      | Зіґ                   | 155          | 2857         | 52,8                | Нижній Рейн      |
| 703,3   | Права      | Вуппер                | 117          | 827          | 17                  | Нижній Рейн      |
| 735,5   | Ліва       | Ерфт                  | 103          | 1838         |                     | Нижній Рейн      |
| 780,1   | Права      | Рур                   | 219          | 4485         | 81                  | Нижній Рейн      |
| 797,7   | Права      | Емшер                 | 84           | 775          | 16                  | Нижній Рейн      |
| 814,45  | Права      | Ліппе                 | 220          | 4888         | 46                  | Нижній Рейн      |
| 925,5   | Ліва       | Маас                  | 920          | 34548        | 357                 | Дельта           |
| 1012,7  | Ліва       | Ауде-Маас             | 30           |              |                     | Дельта           |
|         | Права      | Альте Іссель          | 80           |              |                     | Дельта           |
|         | Права      | Беркель               | 110          |              |                     | Дельта           |
|         | Права      | Шіпбек                | 86           |              |                     | Дельта           |

### Міста на Рейні
| Рейн-км       | Населенний пункт      | Населення | Ділянка Рейну | Берег центру міста        |
| ------------- | --------------------- | --------- | ------------- | ------------------------- |
| 167           | Базель                | 169.000   | Верхній Рейн  | Лівий                     |
| 294           | Страсбур              | 273.000   | Верхній Рейн  | Лівий (не прямо, на Ілль) |
| 359           | Карлсруе              | 286.000   | Верхній Рейн  | Правий (не безпосередньо) |
| 425           | Мангейм               | 311.000   | Верхній Рейн  | Правий                    |
| 425           | Людвігсгафен-на-Рейні | 164.000   | Верхній Рейн  | Лівий                     |
| 499           | Майнц                 | 196.000   | Верхній Рейн  | Лівий                     |
| 503           | Вісбаден              | 275.000   | Верхній Рейн  | Правий                    |
| 591           | Кобленц               | 106.000   | Середній Рейн | Лівий                     |
| 655           | Бонн                  | 315.000   | Нижній Рейн   | Лівий                     |
| 688           | Кельн                 | 1.000.298 | Нижній Рейн   | Лівий                     |
| 699           | Леверкузен            | 161.000   | Нижній Рейн   | Правий                    |
| 740           | Нойс                  | 153.000   | Нижній Рейн   | Лівий                     |
| 743           | Дюссельдорф           | 582.000   | Нижній Рейн   | Правий                    |
| 762           | Крефельд              | 241.000   | Нижній Рейн   | Лівий                     |
| 777           | Дуйсбурґ              | 497.000   | Нижній Рейн   | Правий                    |
| 884           | Неймеген              | 161.000   | Дельта        | Лівий (Вааль)             |
| 1000          | Роттердам             | 586.000   | Дельта        | Правий (Ньїве-Маас)       |
| (Нижній Рейн) | Арнем                 | 143.000   | Дельта        | Правий (Нижній Рейн)      |
| Ауде-Рейн     | Утрехт                | 283.000   | Дельта        | Правий (Ауде-Рейн)        |
| Ауде-Рейн     | Лейден                | 118.000   | Дельта        | Правий Ауде-Рейн          |

## Гідрологія
Гідрологічний режим Рейну є гармонійним, всі його притоки мають приток, що доповнюють один одного. До Боденського озера, його режим є сніговим. Після Рейнського водоспаду він отримує воду більше води і має ознаки льодовикового режиму. Рейн має стік 410 м³/с, Ааре — 610 м³/с, зливаючись, вони дають в Базелі до 1030 м³/с з максимумом у червні і мінімумом у січні. Там Рейн набирає майже половину свого об'єму на 20 % свого басейну. У Страсбурзі в нього впадає Ілль, який, маючи стік 60 м³/с, трохи пом'якшуює сніговий режим. Він поступово втрачає ознаки цього режиму, оскільки приймає притоки з плювіальним режимом і великою кількістю опадів в зимовий період. Стоки Неккару і Майну зазвичай врегульовують його потік. Але саме в Кобленці Рейн змінює сніговий режим на плювіально-сніговий режим з двома максимумами, завдяки впаданню Мозеля (400 м³/с), що має максимум рівня взимку. Від Кобленца, зимовий максимум перевищує літній, встановлюючи мінімум в жовтні. Його середня витрата сягає 2000 м³/с:
- Лютий: 2540 м³/с
- Червень: 2090 м³/с
- Жовтень: 1480 м³/с

Далі він отримує мало великих приток, окрім Ліппе та Руру, які збільшують його потік до остаточних 2300 м³/с біля села Лобіт (Lobith).

## Рейнський водоспад
Рейнський водоспад (нім. Rheinfall) — водоспад на річці Рейн в швейцарському кантоні Шаффгаузен, поруч з містечком Нойгауз-ам-Райнфалль. Поряд з вищим, але менш повноводним водоспадом Деттіфосс в Ісландії, Рейнський водоспад вважається найбільшим в Європі. Висота водоспаду — 23 м, ширина — 150 м. Середня витрата води взимку — 250 м³/с, влітку — 700 м³/с.

## Екологія
1 листопада 1986 року на Рейні сталася одна з найбільших в Європі екологічних катастроф. Пожежа на хімічному заводі фірми «Сандос» (Sandoz) у швейцарському Базелі привела до скидання в річку 30 тонн пестицидів, ртуті і інших сільськогосподарських хімікатів. Рейн набув червоного кольору, людям в районі річки було заборонено виходити з будинку, в деяких містах ФРН були закриті водопроводи, замість яких використовувалася вода, привезена в цистернах.
1995 року вчені пророкували загибель Рейну. 1980-го Нідерланди разом із Німеччиною одночасно купили промислове устаткування замкненого циклу для всіх заводів, розміщених на берегах великої, дуже забрудненої річки. І це, у свою чергу, врятувало річку.

## Визначні пам'ятки
На невеликому острові Фалькенау посеред річки біля міста Кауб розташований замок Пфальцграфенштайн.